# Ivan Janjušević
Ivan Janjušević (Nikšić, 1986. július 11. –) montenegrói válogatott labdarúgó.

## Mérkőzései a montenegrói válogatottban
| #  | Dátum           | Ellenfél   | Eredmény | Kiírás              | Esemény |
| -- | --------------- | ---------- | -------- | ------------------- | ------- |
| 1. | 2008. május 27. | Kazahsztán | 3 – 0    | barátságos mérkőzés | 67'     |